# 1770
1770 (MDCCLXX) là một năm thường bắt đầu vào thứ Hai của lịch Gregory (hoặc một năm thường bắt đầu vào thứ Sáu, chậm hơn 11 ngày, của lịch Julius).

## Sự kiện

### Tháng 1
- Hoàng Ngũ Phúc dùng kế phản gián tiêu diệt Lê Duy Mật.

### Tháng 5
- 5 tháng 3 - Thảm sát Boston: 5 người Mỹ bị quân Anh giết chết trong một vụ dẫn tới Cách mạng Hoa Kỳ 5 năm sau đó.
- 7 tháng 5 -  Maria Antonia của Áo 14 tuổi lên ngôi ở Pháp.
- 16 tháng 5 - Maria Antonia của Áo cưới Louis-Auguste, người sau này trở thành vua Louis XVI của Pháp, pháo hoa tại tiệc cưới của Thái tử Pháp tại Paris khiến cho 132 người chết.

## Sinh
- Là năm sinh của Công chúa Lê Ngọc Hân vợ vua Quang Trung trong Lịch sử Việt Nam